# Neue Literatur
Neue Literatur (Kürzel: NL) war eine deutschsprachige Literaturzeitschrift in Rumänien.

## Geschichte
Die Zeitschrift ging aus der 1949 in Timișoara gegründeten Literaturzeitschrift Banater Schrifttum hervor, die als literarisches Jahrbuch der Temeswarer Filiale  des Schriftstellerverbandes in der rumänischen Volksrepublik herausgegeben wurde. Das zweite Heft erschien im Januar 1951, das dritte als Almanach im Oktober 1951. 1956 wurde die Zeitschrift in Neue Literatur umbenannt. 1958 verlegte sie ihren Redaktionssitz nach Bukarest, wo sie nun als überregionale Zeitschrift des Schriftstellerverbandes erschien. Ab 1960 wurden jährlich sechs Ausgaben herausgegeben. 1965 erschien ein Heft zu Franz Kafka. 1968 wurden der Leserschaft Tristan Tzara und Guillaume Apollinaire vorgestellt.
Ab 1968 erschien die Zeitschrift monatlich und erreichte ein jährliches Volumen von rund 1500 Seiten. Junge Autoren wie zum Beispiel die der Aktionsgruppe Banat wurden gefördert und Fragen des kulturellen und literarischen Selbstverständnisses wurden erörtert. 1975 druckte das Blatt in mehreren Folgen Texte der jungen ungehorsamen Generation von Lyrikern der DDR. Die Auflage lag bei 3000 Stück, wovon einige hundert im Ausland nachgefragt waren. Die Zeitschrift galt vielerorts im deutschsprachigen Raum als eine „der interessantesten, lebendigsten und lesenswertesten“ Literaturpublikationen ihrer Zeit.
Von 1958 bis 1984 war Emmerich Stoffel Chefredakteur der Zeitschrift, Arnold Hauser war 1960–1984 Stellvertretender Chefredakteur und von 1985 bis 1988 Chefredakteur. Claus Stephani war 1967–1984 Redakteur und 1985–1990 Stellvertretender Chefredakteur.
Zwischen 1960 und 1990 waren zeitweilig folgende Redakteure bei der Zeitschrift Neue Literatur tätig: Paul Schuster, Helga Reiter, Dieter Schlesak, Anemone Latzina, Gerhardt Csejka, Elisabeth Axmann, Christa Richter, Herbert Gruenwald, Helmut Britz,  Grete Tartler und als Redaktionsvertreter in Temeswar Horst Samson.
Helmut Britz und Herbert Gruenwald belebten als Redakteure die Neue Literatur nach der politischen Wende im Land neu, letztendlich wurde das Erscheinen der Zeitung jedoch eingestellt. In der Neuen Literatur veröffentlichten unter anderem:
- Wolf von Aichelburg
- Elisabeth Axmann
- Ursula Bedners
- Nikolaus Berwanger
- Rolf Bossert
- Anton Breitenhofer
- Helmut Britz
- Carl Bernhard Capesius
- Oscar Walter Cisek
- Erhard Fillinger
- Karlheinz Gierling
- Arnold Hauser
- Franz Hodjak
- Georg Hoprich
- Klaus Kessler
- Alfred Kittner
- Anemone Latzina
- Heinrich Lauer
- Franz Liebhard
- Hans Liebhardt
- Alfred Margul-Sperber
- Adolf Meschendörfer
- Herta Müller
- Oskar Pastior
- Emmerich Reichrath
- Georg Scherg
- Dieter Schlesak
- Klaus F. Schneider
- Frieder Schuller
- Horst Schuller Anger
- Paul Schuster
- Werner Söllner
- Claus Stephani
- Franz Storch
- William Totok
- Richard Wagner
- Immanuel Weißglas
- Erwin Wittstock